# Johann Lüneburg († 1461)

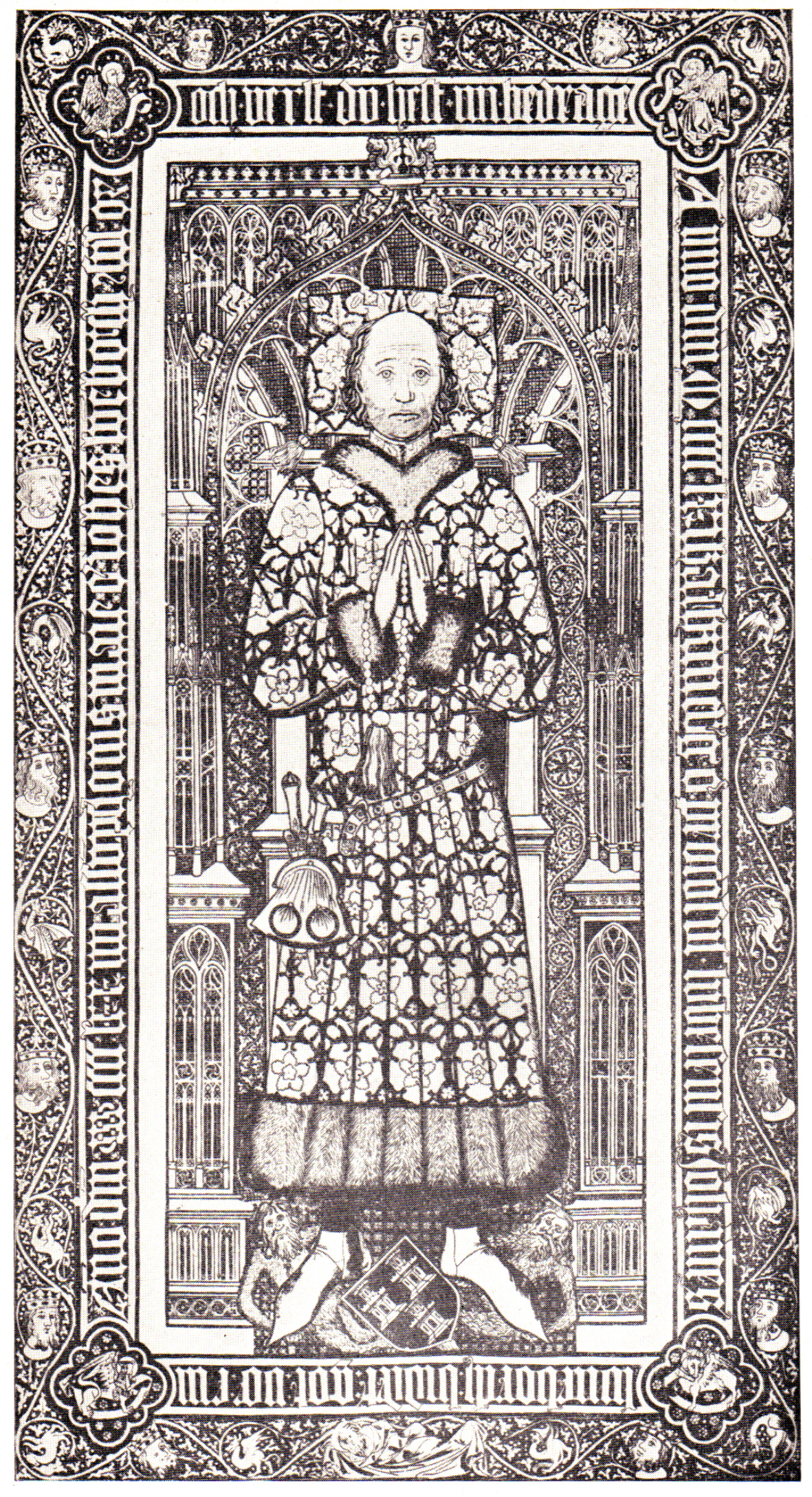
Johann Lüneburg

Johann Lüneburg (* um 1394; † 24. November 1461 in Lübeck) war Bürgermeister der Hansestadt Lübeck.

## Leben
Lüneburg wurde 1428 als Ratsherr in den Rat der Stadt gewählt und 1442 zu deren Bürgermeister.
1430–1434 war er Amtmann auf der Riepenburg und 1434–1438 Amtmann des Beiderstädtischen Amtes Bergedorf.
Johann Lüneburg gehörte im Sommer 1429 der Zirkelgesellschaft (Mitgliedsnummer 117) an. 1439 wurde ihm von Albrecht II. der Drachenorden verliehen.
Im Jahr 1440 vertrat er die Stadt in Kolding bei Verhandlungen mit König Christoph III. von Dänemark. Er war Befehlshaber der Flotte der Hanse, die den Öresund gegen die Holländischen Umlandfahrer sperren sollte. 1441 war er erneut bei Christoph III. wegen der Bestätigung hanseatischer Handelsprivilegien und des Abschlusses des sogenannten Friedens von Kopenhagen, eines Waffenstillstandes mit den Holländern. 1443 vertrat er Lübeck auf einem Hansetag in Lüneburg, auf dem beschlossen wurde, demjenigen, der eine Hansestadt angreife, keine Unterstützung zu gewähren. 1445 nahm er teil an Verhandlungen zwischen der Stadt Soest und dem Erzbistum Köln und 1447 war Johann Lüneburg Vertreter der Stadt Lübeck in einem Streit mit Herzog Heinrich IV. (dem Dicken) zu Mecklenburg und in Kopenhagen und wegen eines Streits der Kaufleute im Bergener Kontor Bryggen.  Weitere Missionen führten ihn 1449 zu König Christian I., zu Verhandlungen mit den Schwesterstädten Hamburg, Lüneburg und Wismar über den Münzrezess sowie 1455 gemeinsam mit dem Bergenfahrer und Ratsherrn Godeke Burmeister nach Flensburg zu Verhandlungen mit dem König und dem dänischen Adel über die Bestätigung der Hansischen Privilegien in Dänemark und Norwegen. 1458 wirkte er an Verhandlungen zwischen König Christian I. von Dänemark und König Kasimir II. von Polen in Danzig mit, die im folgenden Jahr von ihm in Lübeck fortgesetzt wurden. 1460 verhandelte er gemeinsam mit anderen Ratsmitgliedern (Wilhelm von Calven, Johann Westphal) aus Anlass des Todes von Herzog Adolf VIII. von Holstein (1459) erneut mit König Christian I., der im gleichen Jahr in der Nachfolge der ausgestorbenen Schauenburger zum neuen Herrscher in Schleswig und Holstein wurde. In Testamenten Lübecker Bürger wird er mehrfach als Urkundszeuge aufgeführt.

## Grabmal
Sein Grab befindet sich im Unterchor der Katharinenkirche. Die gravierte Metallgrabplatte gehört zu den herausragenden Stücken ihrer Art in Lübeck. Die Umschriften der Grabplatte und die Inschriften im Stein führen auch die weiteren hier beerdigten Mitglieder der Familie Lüneburg auf, darunter auch seinen Sohn, den Ratsherrn Johann Lüneburg († 1474), und seinen Enkel Johann Lüneburg († 1493). Es wurde vorgeschlagen, der Lübecker Maler Hermen Rode habe das Antlitz auf der Grabplatte entworfen.

## Familie
Johann Lüneburg stammte aus einem in Lübeck sehr bedeutenden Patriziergeschlecht. Er war Sohn des gleichnamigen Lübecker Bürgers Johann Lüneburg († 1415), der ebenfalls der Zirkelgesellschaft angehörte. In erster Ehe war er verheiratet mit Taleke, einer Tochter des Bürgermeisters Henning von Rentelen. In zweiter Ehe war er mit Elisabeth von Wickede verheiratet.

Seine Kinder waren:
- Johann Lüneburg († 1474)
- Bertram († 1484), Mitglied der Zirkelgesellschaft (181)
- Hedwig (Heleke, † 1491), verheiratet mit Johann von Wickede († 1471), Mitglied der Zirkelgesellschaft (161)

### Biographisches
- Georg Wilhelm Dittmer: Genealogische und biographische Nachrichten über Lückeckische Familien aus älterer Zeit. Lübeck 1859, S. 56 ff. (Digitalisat).
- Max Hoffmann: Die Lübecker Patrizierfamilie Lüneburg. In: Mitteilungen des Vereins für Lübeckische Geschichte und Altertumskunde 12 (1906), S. 131–144.
- Emil Ferdinand Fehling: Lübeckische Ratslinie. Lübeck 1925, Nr. 511.
- Hans-Cord Sarnighausen: Zur Lübecker Ratsherrenfamilie Lüneburg. Bürgerliche „Patrizier“ der Hansezeit. In: Archiv für Familiengeschichtsforschung 8 (2004), S. 41–52.

### Grabplatte
- Hans Eichler: Die messingne Grabplatte des Johann Lüneburg in der Katharinenkirche zu Lübeck. In: Mitteilungen des Vereins für Lübeckische Geschichte und Altertumskunde 15 (1930), S. 39–45.
- Klaus Krüger: Corpus der mittelalterlichen Grabdenkmäler in Lübeck, Schleswig, Holstein und Lauenburg 1100–1600. Jan Thorbeke Verlag, Stuttgart 1999, S. 822–824, ISBN 3-7995-5940-X.
- Reinhard Lamp: Johannes Lüneburg, d. 1461, Katharinenkirche, Lübeck. In: Transactions of the Monumental Brass Society 17 (2008), S. 550–559.
- Jan Friedrich Richter (Hrsg.): Lübeck 1500. Kunstmetropole im Ostseeraum. Ausstellungskatalog. Imhof Verlag, Petersberg 2015, S. 399–401, Kat. Nr. 85 (Jan Friedrich Richter).
- Ursula Wolkewitz: Die gravierten Messinggrabplatten des 13. und 14. Jahrhunderts im Bereich der norddeutschen Hanse – ihre Herkunft und ihre Bedeutung: Erinnern – Mahnen – Belehren. kassel university press, Kassel 2015, S. 95 ff. (Digitalisat).